# Marko Derganc
Marko Derganc ("Dergi"), slovenski filmski igralec, pisatelj in risar * 14. februar 1950, Ljubljana.
Derganc je igral v več celovečernih in drugih filmih, tudi Rdeči boogie ali Kaj ti je deklica in Butnskala; sam je tudi avtor istoimenskega stripa.

## Stripi
- Desovila (1985) (z Deso Muck)
- Wyatt Earp (1990) (z Emilom Filipčičem)
- Butnskala (2014) (z Emilom Filipčičem)

## Filmske vloge
- Amen pod kamen (1979), študijski igrani film
- Krizno obdobje (1981), celovečerni igrani film
- Bljuz (1981), dokumentarni
- Rdeči boogie ali Kaj ti je deklica (1982), celovečerni igrani film
- Trije prispevki k slovenski blaznosti (1983), celovečerni igrani film
- Eva (1983), celovečerni igrani film
- Butnskala (1985), celovečerni igrani film
- Ovni in mamuti (1985), igrano dokumentarni
- Naš človek (1985), celovečerni igrani film
- Maja in vesoljček (1988), celovečerni igrani film
- Pod sinjim nebom (1989), celovečerni igrani TV film
- Ječarji (1990), celovečerni igrani film
- Babica gre na jug (1991), celovečerni igrani film
- Oko za oko (1993), celovečerni igrani film
- Oči, glej! (1995), kratki igrani film
- Sine (1998), diplomski igrani film
- Vrtičkarji (2000), TV nadaljevanka
- Elektro-Orson (2003), diplomski igrani film
- Dergi in Roza v kraljestvu svizca (2004), celovečerni igrani film
- Prepisani (2011), TV nadaljevanka
- Prepisani (2011), celovečerni igrani film